# Salles-d'Aude
Salles-d'Aude är en kommun i departementet Aude i regionen Occitanien  i södra Frankrike. Kommunen ligger  i kantonen Coursan som ligger i arrondissementet Narbonne. År 2022 hade Salles-d'Aude 3 280 invånare.

## Befolkningsutveckling
Antalet invånare i kommunen Salles-d'Aude
Referens: INSEE